# O co walczymy?
O co walczymy? – deklaracja programowa Polskiej Partii Robotniczej (PPR) opublikowana w listopadzie 1943, w czasie II wojny światowej.
Deklaracja zawierała hasła ludowo-demokratyczne, żądała przyłączenia do Polski ziem na północy i zachodzie oraz odmawiała rządowi RP w Londynie prawa do objęcia władzy w powojennej Polsce. W sferze gospodarczej deklaracja zapowiadała konfiskatę majątku Niemców i kolaborantów, nacjonalizację banków, transportu i wielkiego przemysłu, kontrolę fabryk przez komitety robotnicze, industrializację, gospodarkę planową i reformę rolną bez odszkodowania.